# Lijst van burgemeesters van Valburg
Dit is een lijst van burgemeesters van de voormalige Nederlandse gemeente Valburg tot die per 1 januari 2001 fuseerde met Elst en Heteren tot de nieuwe gemeente Overbetuwe.
| Ambtsperiode | Naam burgemeester                              | Partij of stroming | Bijzonderheden                                                               |
| ------------ | ---------------------------------------------- | ------------------ | ---------------------------------------------------------------------------- |
| 1817 - 1836  | Ludolph Mulder                                 |                    | tot 1825 schout                                                              |
| 1836 - 1854  | Derk Johan Pieter Nicolaas Gaijmans            |                    | tevens burgemeester van Hemmen (1850-1854) en Loenen en Wolferen (1850-1854) |
| 1854 - 1866  | Geurt de Hartog                                |                    | tevens burgemeester Loenen en Wolferen (1854)                                |
| 1866 - 1898  | Laurentius van Doesburgh                       |                    |                                                                              |
| 1898 - 1909  | Mathile Jacques Chevallier                     |                    |                                                                              |
| 1910 - 1918  | Herman Hattink                                 |                    | was van 1889-1897 burgemeester van Hoevelaken                                |
| 1918 - 1938  | Everard Juste baron Lewe van Aduard            |                    | was burgemeester van Nederhemert, ovl. 18 november 1938                      |
| 1939 - 1943  | mr. Hans (H.L.) s'Jacob                        |                    |                                                                              |
| 1944         | J.W. Visser                                    | NSB                |                                                                              |
| 1945         | mr. Hans (H.L.) s'Jacob                        |                    |                                                                              |
| 1946 - 1971  | mr. Godert Alexander Frederik baron van Lynden |                    |                                                                              |
| 1971 - 1981  | mr. Cor (C.W.) Labree                          | CHU / CDA          |                                                                              |
| 1981 - 1985  | Albert (A.) Buunk                              | CDA                | waarnemend burgemeester                                                      |
| 1985 - 1988  | Jan Massink                                    | PvdA               | overleed tijdens ambtsperiode                                                |
| 1988         | mr. Cor (C.W.) Labree                          | CDA                | waarnemend burgemeester, tevens burgemeester van Barneveld                   |
| 1988 - 2001  | mr. Cees van der Vliet                         | CDA                | was burgemeester van Ulrum                                                   |